# Eduard Schmidt (fyzik)
Eduard Schmidt (11. prosince 1935 Uherské Hradiště – 10. listopadu 2021 Brno) byl český fyzik a vysokoškolský pedagog, v letech 1992–1998 rektor brněnské Masarykovy univerzity. Zabýval se zejména fyzikou pevných látek, optickými vlastnostmi pevných látek, polovodiči, elipsometrií, fyzikou tenkých vrstev či modulační spektroskopií.
V letech 1991–1992 byl děkanem Přírodovědecké fakulty Masarykovy univerzity.